# Лобков, Залман Иудович
Залман Иудович Лобков (партийные псевдонимы: Б.И.Голубев, Б.Я.Голубь; 22 июня (4 июля) 1898, Тобольск — 18 мая (по другим данным — 28 марта или 17 мая) 1919, Уфа) — деятель революционного движения в России, участник Гражданской войны, большевик. В декабре 1917 года на III съезде Советов рабочих и солдатских депутатов Западной Сибири Лобков провозгласил установление Советской власти на Западно-Сибирской территории.

## Биография
Родился в семье купца Иуды (Абрам Юды) Лабкова в Тобольске 22 июня (4 июля) 1898 года. С 12 лет обучался в Тюменском коммерческом училище. Увлёкся идеями толстовства, был отчислен за распространение листовок. С началом Первой мировой войны в 1914 году задержан за антивоенную пропаганду и распространение антивоенных листовок в возрасте 16 лет, отпущен под денежный залог. В период с 1915 по 1916 годы содержался под стражей в тобольской тюрьме. Здесь же знакомится с будущей женой — Ольгой Гержеван-Лати. Ольга Даниловна, будучи ученицей акушерско-фельдшерской школы, играла роль «тюремной невесты» Лобкова, передавая ему записки и поручения от товарищей на свободе. Это была распространенная практика, с помощью которой подпольные организации поддерживали связь со своими членами в тюрьмах, поскольку свидания с осуждёнными разрешались только членам семьи. После освобождения Лобкова пара поженилась, а 22 июля 1916 года у них рождается сын Лев. В этом же году Залман Иудович вступает в ряды РСДРП(б).
После Февральской революции 1917 года — один из организаторов Омского Совета рабочих и солдатских депутатов, после Октябрьской революции — Председатель Омского городского комитета РСДРП(б) и комиссар финансов, а также председатель клуба железнодорожников. В декабре 1917 года на III съезде Советов рабочих и солдатских депутатов Западной Сибири именно Лобков провозгласил установление Советской власти на Западно-Сибирской территории.
В период восстания Чехословацкого корпуса Лобков участвует в боях под Омском, позже эвакуируется в Тюмень, затем на Северный Урал и в Пермь. В 1919 году вызывался для нелегальной работы в тылу белых в Уфу. Позже направлен в Челябинск с целью создания подпольного центра для организации антиколчаковского восстания. 28 марта арестован здесь же в числе 66 участников большевистского подполья. На допросах по принуждению давал показания, в том числе написал записку на имя жены (которая на тот момент находился на подпольной работе в Екатеринбурге), из-за чего в конце марта — начале апреля последовал крупный провал большевистского подполья на Урале. Ольга Гержеван-Лати в числе многих других подпольщиков была арестована, приговорена к бессрочной каторге, но ей удалось сбежать.
Был приговорён к смертной казни и расстрелян 18 мая 1919 года в уфимской тюрьме.

## Семья
- Жена: Ольга Даниловна Гержеван-Лати (позже — Сосновская-Гержеван) (1894—1941) — деятель революционного движения в России, большевичка. После смерти Лобкова вышла замуж за революционера и политика Льва Сосновского (1886—1937). Репрессирована в 1937 году как жена изменника Родины. Приговорена к высшей мере наказания по обвинению в организации женской террористической группы жён репрессированных и расстреляна в 1941 году[2]. Посмертно реабилитирована в 1956 году[3].
- Сын: Лев Залманович Лобков (1916—1968). Усыновлён Львом Сосновским, были присвоены фамилия и отчество отчима — Лев Львович Сосновский. После 1937 года отказался от фамилии Сосновский вернул фамилию родного отца[3]. Во время Великой Отечественной войны участвовал в обороне Москвы. После войны работал учителем физкультуры в школе. Умер в Москве в 1968 году[2][3].

## Память
- Именем Лобкова названы улицы в Екатеринбурге[6], Омске[7], Таре[8], Тюмени[9] и Челябинске[10].
- Центр творческого развития и гуманитарного образования по улице Лобкова 5 в Омске, построенный в 1927 году, ранее являлся Домом культуры железнодорожников и носил имя З. И. Лобкова[2][11]
- Имя Залмана Иудовича в 1920-е годы носил грузопассажирский пароход Западно-Сибирского товарищества пароходства и торговли[4].